# 萨姆纳·佩因
萨姆纳·佩因（英語：Sumner Paine，1868年5月13日—1904年4月18日），美国男子射击运动员。他曾代表美国参加1896年夏季奥林匹克运动会射击比赛，获得男子30米手枪金牌和男子25米军用手枪银牌。